# 3. Panzerdivision (Bundeswehr)
Die 3. Panzerdivision wurde am 2. Juli 1956 in Hamburg aufgestellt und war einer der ersten Großverbände des Heeres der Bundeswehr. Die 3. Panzerdivision war in der Norddeutschen Tiefebene zwischen Elbe und Weser stationiert. Letzter Stabssitz war Buxtehude. Die 3. Panzerdivision wurde am 30. September 1994 außer Dienst gestellt. Letzter Kommandeur war Generalmajor Gerd Schultze-Rhonhof.

## Verbandsabzeichen
Das Verbandsabzeichen der 3. Panzerdivision zeigte zwei gekreuzte weiße Pferdeköpfe auf rotem Grund. Das Pferd ist das Sachsenross und ist in dieser gekreuzten Darstellung dem verzierten Giebelschmuck des niederdeutschen Hallenhauses (Niedersachsenhaus) entlehnt. Der rote Grund des Wappens folgte der Darstellung des niedersächsischen Wappens. Das Wappen zeigte die Verbundenheit mit den Stationierungsorten im Raum Niedersachsen. Wie alle Divisionswappen des Heeres ist auch dieses mit einer silbernen Kordel mit eingeflochtenem schwarzen Faden umrandet. Die Verbandsabzeichen der originär unterstellten Brigaden – bis auf die Panzerlehrbrigade 9, die einer anderen heraldischen Darstellungsform folgte – unterschieden sich nur anhand ihrer andersfarbigen Umrandung vom Verbandsabzeichen der 3. Division.

## Auftrag

Deckungsabschnitt der 3. Panzerdivision im Gefechtsabschnitt des I. NL-Korps, um Aufmarsch der 4. und 1. NL-Division am VRV zu decken

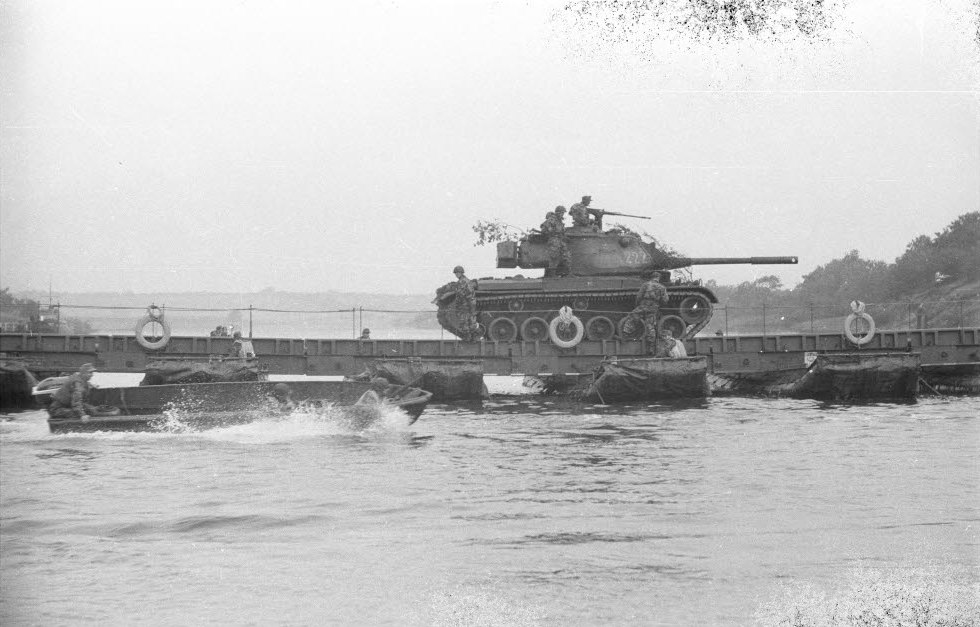
Fahrzeuge der 3. Panzerdivision beim Überqueren der Schlei im Rahmen des Manövers „Nordwind“ (1957)

Die 3. Panzerdivision hatte im Zuge des GDP88 (General Defense Plan. 1988) den Auftrag, im Rahmen des I. (GE) Korps einen Gefechtsabschnitt im nördlichen Niedersachsen, südlich der Elbe, zwischen Lüneburg bis etwa Bad Bodenteich zu verteidigen
Im Friedensfall unterstanden dem I. (GE) Korps fünf Divisionen: zur unmittelbaren Verteidigung die 1. Panzerdivision (1. PzDiv), die 3. Panzerdivision und die 11. Panzergrenadierdivision (11. PzGrenDiv). Die Westfälische 7. Panzerdivision (7. PzDiv) diente als operative Reserve von NORTHAG und die Holsteiner 6. Panzergrenadierdivision (6. PzGrenDiv) sollte im V-Fall dem deutsch-dänischen Korps LANDJUT unterstellt werden. Der GDP88 sah vor, die 3. PzDiv ohne die PzLehrBrig 9 nach kurzer Vorbereitungszeit im Gefechtsstreifen des I. (NL) Korps einzusetzen. Der COMNORTHAG hätte die 11. PzGrenDiv im linken Abschnitt und rechts im Schwerpunkt die 1. PzDiv zur Verteidigung des VRV mit den Korpsreserven, bestehend aus der PzLehrBrig 9 und der LLBrig 27 aufmarschieren lassen.
Sämtliche Operationsplanungen der NATO waren von einer schnellstmöglichen Herstellung der Gefechtsbereitschaft, insbesondere der Kampftruppen, abhängig, im ungünstigsten Fall mit einer Vorwarnzeit von 48 Stunden, wobei für die eigentliche militärische Vorbereitung nur noch 36 Stunden verblieben.
Die Einzelaufträge an die 3. PzDiv lauteten:
- Abgabe einer PzBrig (PzBrig 8 „Lüneburg“) und Bezug des Verfügungsraumes (VfgR) Walsrode
- Führung (OpCon[7]) des Verzögerungsgefechtes in ihrem 60 Kilometer breiten Gefechtsabschnitt mit Auslösung SOC[8] durch das I. (NL) Korps. Bei einem möglichen Angriffsschwerpunkt im Süden hätte es nur wenig Tiefe[1] für eine nachhaltige Verzögerung gegeben.
- in der Phase des Aufmarsches und Einfließens in den GDP-Stellungsraum verbleibt die 3. PzDiv dem I. (GE) Korps unterstellt
- Durchführung des zeitlich begrenzten Verzögerungsgefechtes (VzöGef/VzgGef) zwischen innerdeutscher Grenze (IDG) und VRV (Vorderer Rand der Verteidigung), bis I. (NL) Korps[9] Verteidigungsbereitschaft am VRV hergestellt hat. Verzögerungslinien bildeten dabei der ESK, die Ilmenau, die Jeetzel, der Jeetzelkanal und die Neetze. Bei niederschlagsreicher Witterung im Frühjahr oder Herbst hätten Hochwasser und größere zusammenhängende Waldgebiete, wie die Göhrde einen starken Hinderniswert gegenüber der Panzervorstöße des Warschauer Paktes gehabt.
- Nach Beendigung des VzgGef Aufnahme durch NL-Kräfte am Elbe-Seitenkanal (ESK)
- Vorbereitung der Elbbrücken bei Lauenburg/Elbe und Geesthacht zur Sprengung, damit sie nicht in Feindeshand fallen[1]
- Nach Aufnahme durch NL-Kräfte erneuter Bezug des VfgR Walsrode
- Fortführung des VzgGef mithilfe der PzLehrBrig 9 westlich des ESK, falls NL-Hauptmasse nicht rechtzeitig am VRV eintrifft

Der daraus resultierende Divisionsbefehl der 3. PzDiv lautete:
- Schutz des ESK beiderseits mit einer PzBrig und Halten der Übergänge über ESK und Ilmenau für weitere Operationsführung bis zum Eintreffen der NL-Kräfte
- Sicherung Aufmarsch des I. (NL) Korps an der IDG
- Durchführung des Verzögerungsgefechtes für mindestens 24 Stunden, mit PzGrenBrig in der Mitte und rechts mit verstärkter NL-PzBrig mit Schwerpunkt zwischen Jeetzel und ESK
- Verzögerungsgefecht der 3. PzDiv soll Voraussetzungen für das I. (NL) Korps schaffen, um Verteidigungsbereitschaft (insbesondere Sperrplan der Pioniere, WuMi-Sperren etc.) herzustellen
- Bezug des VfgR Walsrode mit allen Teilen
- Vorbereitung des VzgGef auch westlich des ESK, zusammen mit PzLehrBrig 9, falls NL-Hauptkräfte nicht zeitgerecht am ESK eintreffen sollten

NORTHAG ging von einem großangelegten Angriff der 2. sowjetischen Gardearmee aus dem Raum „Salzwedeler Bogen“ aus. Von den drei, sich in der 1. Staffel befindlichen Divisionen, hätten sich zwei im Gefechtsabschnitt der 3. PzDiv befunden. Die 16. Garde-Panzerdivision „Neustrelitz“ und die 21. MotSchützendivision „Perleberg“ mit Überqueren des ESK und Stoßrichtung beiderseits Uelzen. In der 2. taktischen Staffel wäre die 94. Garde-MotSchützendivision „Schwerin“ und eventuell zwei selbstständige Panzerregimenter aus dem Raum Ludwigslust nachgeführt worden.
Der COMNORTHAG rechnete mit taktischen Luftlandungen des Warschauer Paktes auf wichtige Übergänge am ESK unmittelbar vor oder zu Beginn der Kampfhandlungen, sowie mit SpezNas-Kommandos in Gruppenstärke zur Führung des Verdeckten Kampfes für Aufklärung, Sabotage und Desorganisation. Außerdem wurde in ihrem Verantwortungsbereich mit mehreren hundert Kampfeinsätzen feindlicher Jagdbomber, Erdkampfflugzeugen und Kampfhubschraubern (Mil Mi-24) pro Tag gerechnet.
Die 3. PzDiv hatte zur Führung des Kampfes der Verbundenen Waffen diverse Korpstruppen (Artillerie und Raketenartillerie), sowie zwei Kampfhubschrauber PAH-Schwärme für die Panzerabwehr zur Verfügung. Außerdem waren ihr die 41. (NL) PzBrig und das 103. (NL) PzAufklBtl für die Durchführung des Verzögerungsgefechtes unterstellt. Sollte der Aufmarsch eigener Verzögerungskräfte bis Angriffsbeginn nicht vollständig abgeschlossen werden können, so sah der GDP88 vor, Luftwaffeneinsätze mit Zielräumen im Aufmarschgebiet des Warschauer Paktes im Zuge von Elbe, IDG und „Salzwedeler Bogen“ abzurufen.

## Geschichte

### Heeresstruktur I
Die 3. Panzerdivision wurde am 2. Juli 1956 (Heeresstruktur I) in Hamburg-Rahlstedt und Teilen in Flensburg aus ehemaligen Soldaten und Freiwilligen aufgestellt und dem I. Korps in Münster unterstellt. 1958 wurde die Division in die Befehlsstrukturen der NATO eingegliedert. Der Stab verlegte aus Hamburg 1958 nach Buxtehude in die Estetal-Kaserne. Zunächst unterstanden der Division:
- die Panzerkampfgruppe A 3
- die Panzerkampfgruppe B 3
- sowie als Divisionstruppen
  - das Panzergrenadierbataillon 3
  - das Panzergrenadierbataillon 13
  - das Panzerbataillon 3
  - das Panzerbataillon 13
  - das Panzeraufklärungsbataillon 3
  - das Panzerjägerbataillon 3
  - das Panzerartillerieregiment 3
  - das Panzerflugabwehrartilleriebataillon 3
  - das Panzerpionierbataillon 3
  - das Panzerfernmeldebataillon 3
  - das Sanitätsbataillon 3 (ab 1957 Umbenennung in Sanitätsbataillon 1 und die Unterstellung unter die 1. Grenadierdivision)
  - das Quartiermeisterbataillon 3
  - die leichte Fahrzeuginstandsetzungskompanie 3
  - die Feldjägerkompanie 3
  - das Musikkorps I B und II B.

Kurzzeitig unterstand die Kampfgruppe C3 und die Kampfgruppe A6 ebenfalls der Division, wechselte jedoch bereits 1959 zur 7. Panzerdivision bzw. zur 6. Panzergrenadierdivision.

### Heeresstruktur II
In der Heeresstruktur 2 wurde die Division bis 1960 umgegliedert. Die Kampfgruppen der Division wurden in Panzergrenadierbrigade 7 und Panzerbrigade 8 umbenannt. Außerdem unterstand der Division jetzt die Panzerlehrbrigade 9 (vormals Panzerlehrkampfgruppe), die die Lehrbataillone der Truppenschulen der Panzerjäger, der Panzertruppe, der Panzergrenadiere und der Panzeraufklärer in Munster, Bremen-Gröpelingen und Bremen-Grohn zusammenfasste. Bereits 1958 wurden die Truppenschulen der Panzertruppe, Panzergrenadiere und Aufklärer zur gemeinsamen Panzertruppenschule in Munster zusammengefasst. Im Frieden unterstand die Panzerlehrbrigade 9 der Panzertruppenschule. Weiterhin unterstanden der Division in der Heeresstruktur 2 diese Divisionstruppen: 
- Stab und Stabskompanie
- das Artillerieregiment 3
- das Feldartilleriebataillon 31

Internes Ver-
bandsabzeichen Stab/St.Kp. 3. PzDiv

- das Flugabwehrartilleriebataillon 3
- das Fernmeldebataillon 3
- das Panzeraufklärungsbataillon 3
- das Pionierbataillon 3
- das Sanitätsbataillon 3
- das Instandsetzungsbataillon 430
- das Heeresmusikkorps 3

### Heeresstrukturen III und IV
In der Heeresstruktur IV wurden unter anderem die Kampfbrigaden der Division verschlankt und der Division ein Instandsetzungs- und ein Nachschubbataillon unterstellt. Nach Umsetzung der Heeresstruktur 4 zu Anfang der 1980er Jahre bestand die Division aus:
- Stab und Stabskompanie
- der Panzergrenadierbrigade 7 in Hamburg
- der Panzerbrigade 8 in Lüneburg
- der Panzerlehrbrigade 9 in Munster
- dem Artillerieregiment 3 in Stade mit
  - dem Feldartilleriebataillon 31 in Lüneburg
  - dem Raketenartilleriebataillon 32 in Dörverden-Barme
  - dem Beobachtungsbataillon 33 in Stade
- den Divisionstruppen:
  - das Flugabwehrregiment 3 in Hamburg
  - das Panzeraufklärungsbataillon 3 in Lüneburg
  - das Pionierbataillon 3 in Stade (Von-Goeben-Kaserne)
  - das Fernmeldebataillon 3 in Buxtehude
  - die Fernmeldekompanie 3 (EloKa) in Rotenburg/Wümme
  - das Sanitätsbataillon 3 in Hamburg
  - das Nachschubbataillon 3 in Stade
  - das Instandsetzungsbataillon 3 in Rotenburg/Wümme
  - die Heeresfliegerstaffel 3 in Rotenburg/Wümme
  - das Heeresmusikkorps 3 in Lüneburg
  - die ABC-Abwehrkompanie 3 in Munster
  - die Feldersatzbataillone 31 bis 35 (nicht aktiv)
  - das Jägerbataillon 36 (nicht aktiv) in Zeven-Aspe
  - das Jägerbataillon 37 (nicht aktiv) in Buxtehude
  - das Sicherungsbataillon 38 (nicht aktiv) in Zeven-Aspe

### Heeresstruktur V
In der Heeresstruktur 5 wurde 1994 die Panzerbrigade 8 und das Artillerieregiment 3 aufgelöst, die Panzergrenadierbrigade 7 wurde in die 6. Panzergrenadierdivision eingegliedert und die Panzerlehrbrigade 9 wurde der 7. Panzerdivision unterstellt. Aufgelöst wurden weiterhin das Flugabwehrregiment 3, das Pionierbataillon 3, das Fernmeldebataillon 3, das Nachschubbataillon 3, die Heeresfliegerstaffel 3 und die ABC-Abwehrkompanie 3. Das Panzeraufklärungsbataillon 3 wechselte zur 1. Panzerdivision, das Sanitätsbataillon 3 zum Wehrbereichskommando VIII, das Heeresmusikkorps 3 zur 6. Panzergrenadierdivision. Am 30. September 1994 wurde die 3. Panzerdivision außer Dienst gestellt.

## Einsätze
Die Division unterstützte bis zu ihrer Auflösung bei vielen Katastrophen, z. B. bei den Sturmfluten 1962 und beim Bruch des Elbe-Seiten-Kanal 1976. Im Januar 1979 waren Teile der Division während der Schneekatastrophe in Norddeutschland im Einsatz.
1993 wurden Teile der Division in Somalia im Rahmen von UNOSOM II eingesetzt.

## Kommandeure
| Nr. | Name                                          | Beginn der Berufung | Ende der Berufung  |
| --- | --------------------------------------------- | ------------------- | ------------------ |
| 15  | Generalmajor Gerd Schultze-Rhonhof            | 12. September 1991  | 30. September 1994 |
| 14  | Generalmajor Winfried Weick                   | 6. Januar 1989      | 11. September 1991 |
| 13  | Generalmajor Jörg Schönbohm                   | 11. März 1988       | 5. Januar 1989     |
| 12  | Generalmajor Harald Schulz                    | 1. April 1985       | 10. März 1988      |
| 11  | Brigadegeneral Klaus Nennecke                 | 7. Dezember 1984    | 31. März 1985      |
| 10  | Generalmajor Wolfgang Tebbe                   | 1. April 1983       | 6. Dezember 1984   |
| 9   | Generalmajor Franz-Joachim Freiherr von Rodde | 1. April 1978       | 31. März 1983      |
| 8   | Generalmajor Eberhard Burandt                 | 1. Oktober 1974     | 31. März 1978      |
| 7   | Generalmajor Horst Ohrloff                    | 1. Oktober 1970     | 30. September 1974 |
| 6   | Generalmajor Walter Carganico                 | 1. Oktober 1967     | 30. September 1970 |
| 5   | Generalmajor Bernd Freytag von Loringhoven    | 1. April 1967       | 21. September 1967 |
| 4   | Generalmajor Hans-Georg von Tempelhoff        | 1. Oktober 1962     | 31. März 1967      |
| 3   | Generalmajor Hans-Ulrich Krantz               | 1. Oktober 1961     | 30. September 1962 |
| 2   | Generalmajor Christian Müller                 | 15. Juli 1958       | 20. September 1961 |
| 1   | Generalmajor Heinz Hax                        | 3. September 1956   | 14. Juli 1958      |